# Szwedzka Formuła 3 Sezon 1980
1980 – siedemnasty sezon Szwedzkiej Formuły 3.

## Kalendarz wyścigów
| Runda | Data        | Tor        | Pole position      | Najszybsze okrążenie | Zwycięzca (kierowcy) | Zwycięzca (zespoły) |
| ----- | ----------- | ---------- | ------------------ | -------------------- | -------------------- | ------------------- |
| 1     | 26 kwietnia | Götene     | Bengt Trägårdh     | ?                    | Leo Andersson        | Falkenbergs MK      |
| 2     | 8 czerwca   | Karlskoga  | Thorbjörn Carlsson | ?                    | Thorbjörn Carlsson   | Halmstads AK        |
| 3     | 29 czerwca  | Linköping  | ?                  | ?                    | Thorbjörn Carlsson   | Halmstads AK        |
| 4     | 6 lipca     | Falkenberg | Bengt Trägårdh     | Bengt Trägårdh       | Bengt Trägårdh       | Meltonian Racing    |
| 5     | 24 sierpnia | Anderstorp | Bengt Trägårdh     | Bengt Trägårdh       | Bengt Trägårdh       | Meltonian Racing    |

## Klasyfikacja kierowców
| Legenda oznaczeń w tabelach wyników Wyświetl szablon na nowej stronie | Legenda oznaczeń w tabelach wyników Wyświetl szablon na nowej stronie                                                                     |
| Oznaczenie                                                            | Wyjaśnienie |
| --------------------------------------------------------------------- | --- |
| Złoty                                                                 | Zwycięzca lub mistrzostwo |
| Srebrny                                                               | 2. miejsce lub wicemistrzostwo |
| Brązowy                                                               | 3. miejsce lub II wicemistrzostwo |
| Zielony                                                               | Ukończył, punktował (w klasyfikacji generalnej, gdy zdobył co najmniej jeden punkt na przestrzeni sezonu, poza trzema powyższymi opcjami) |
| Niebieski                                                             | Ukończył, nie punktował (w klasyfikacji generalnej, gdy nie zdobył co najmniej jednego punktu na przestrzeni sezonu)                      |
| Czerwony                                                              | Nie zakwalifikował się (NZ) |
| Czerwony                                                              | Nie prekwalifikował się (NPK) |
| Różowy                                                                | Nie ukończył (NU) |
| Różowy                                                                | Niesklasyfikowany (NS) (w klasyfikacji generalnej, gdy nie został sklasyfikowany w żadnym wyścigu sezonu)                                 |
| Czarny                                                                | Zdyskwalifikowany (DK) |
| Czarny                                                                | Wykluczony (WYK/EX) |
| Biały                                                                 | Nie wystartował (NW) |
| Biały                                                                 | Kontuzjowany (K/INJ) |
| Biały                                                                 | Wyścig odwołany (OD/C) |
| Bez koloru                                                            | Został wycofany (WYC/WD) |
| Bez koloru                                                            | Nie przybył (NP/DNA) |
| Bez koloru                                                            | Nie brał udziału w treningach (NT/DNP) |
| Bez koloru                                                            | Nie został zgłoszony (–) |
| Pogrubienie                                                           | Start z pole position |
| Kursywa                                                               | Najszybsze okrążenie wyścigu |
| †                                                                     | Nie ukończył, ale jego rezultat został zaliczony ze względu na przejechanie więcej niż 90% dystansu wyścigu.                              |
| *                                                                     | Sezon w trakcie |
| 1/2/3                                                                 | Punktowana pozycja w sprincie |
| Lista systemów punktacji Formuły 1                                    | |

| Poz. | Kierowca           | Zespół                      | KIN | KRL | MNT | FLK | AND | Punkty |
| ---- | ------------------ | --------------------------- | --- | --- | --- | --- | --- | ------ |
| 1    | Thorbjörn Carlsson | Halmstads AK                | 2   | 1   | 1   | 2   | 2   | 36     |
| 2    | Bengt Trägårdh     | Meltonian Racing            | DK  | 2   | -   | 1   | 1   | 24     |
| 3    | Leo Andersson      | Falkenbergs MK              | 1   | 3   | 6   | NW  | 3   | 18     |
| 4    | Tomas Kaiser       | Bewa Fritid                 | 3   | 4   | 4   | 4   | 4   | 16     |
| 5    | Kenneth Jönsson    | Custom Racing AB            | 5   | 2   | 5   | NU  | 6   | 11     |
| 6    | Jan Ridell         | Arlövs MC                   | NW  | NU  | 3   | 3   | NU  | 8      |
| 7    | Jan Hedström       | SMK Munkedal                | 8   | 5   | -   | NU  | 5   | 4      |
| 8    | Kaal Wirgin        | KAK/S                       | 4   | -   | -   | 7   | 7   | 3      |
| 9    | Ulf Granberg       | Équipe Renault Suede        | NU  | NW  | NU  | 5   | NU  | 2      |
| 10   | Olav Rønningen     | Norsk Motor Klub            | NU  | 6   | -   | 6   | NU  | 2      |
| 11   | Egert Haglund      | Stockholms BK               | 6   | -   | -   | 9   | 8   | 1      |
| NS   | Stanley Dickens    | Mennen Charlies             | 7   | -   | -   | -   | -   | 0      |
| NS   | Anders Tenor       | Karlskoga MK                | -   | -   | 7   | NU  | NU  | 0      |
| NS   | Trond Bjerkestuen  | NMK Lillehammer             | -   | -   | 8   | -   | -   | 0      |
| NS   | Tryggve Grönvall   | Karlskoga MK                | -   | -   | -   | 8   | -   | 0      |
| NS   | Rune Isøy          | NMK Follo                   | -   | -   | -   | 10  | -   | 0      |
| NS   | Mats Karlsson      | Gunnar Sjövkvists Lastbilar | NU  | -   | -   | NU  | NU  | 0      |
| NS   | Håkan Backman      | HB Racing                   | NW  | -   | -   | NU  | -   | 0      |